# El día del delfín
El día del delfín, cuyo título original es The Day of the Dolphin, es una película estadounidense de 1973 de los géneros suspense y ciencia ficción, dirigida por Mike Nichols y protagonizada por George C. Scott. Está basada libremente en la novela Un animal doué de raison, de 1967, del escritor francés Robert Merle. El guion fue escrito por Buck Henry.

## Argumento
Jake Terrell (George C. Scott), un científico brillante y motivado, y Maggie (Trish Van Devere), su joven y bella esposa, entrenan delfines para que se comuniquen con humanos. Esto se hace enseñando a los delfines a hablar inglés en voces similares a las de los delfines. Dos de ellos, Alpha (Fa) y Beta (Bea), son robados por funcionarios de la sombría Fundación Franklin, encabezados por Harold DeMilo (Fritz Weaver), quien patrocina el trabajo de los Terrells. Después de que los delfines son secuestrados, una investigación realizada por Curtis Mahoney (Paul Sorvino), un agente encubierto contratado por el gobierno, revela que el instituto tiene previsto entrenar aún más a los delfines para llevar a cabo un asesinato político, colocando una mina lapa en el casco del yate del presidente de los Estados Unidos.

## Reparto
- George C. Scott como el doctor Jake Terrell.
- Trish Van Devere como Maggie Terrell.
- Paul Sorvino como Curtis Mahoney.
- Fritz Weaver como Harold DeMilo.
- Jon Korkes como David.
- Edward Herrmann como Mike.
- Leslie Charleson como Maryanne.
- John David Carson como Larry.
- Victoria Racimo como Lana.
- John Dehner como Wallingford.
- Severn Darden como Schwinn.
- William Roerick como Dunhill.
- Elizabeth Wilson como la señora Rome.
- Phyllis Davis como la recepcionista.
- Elliot Peterson y Elliot Fink en las voces de los delfines.

## Producción
La novela fue publicada en los Estados Unidos en 1969 y con el título El día del delfín.
La versión cinematográfica originalmente iba a ser dirigida y adaptada por Roman Polanski para United Artists en 1969. Sin embargo, mientras Polanski estaba en Londres, Inglaterra, en busca de lugares de rodaje en agosto de 1969, su esposa embarazada, la actriz Sharon Tate, fue asesinada en su casa de Beverly Hills por los discípulos de Charles Manson. El director volvió a los Estados Unidos y abandonó el proyecto.
Al año siguiente, se anunció que Franklin Schaffner haría la película para la Mirisch Corporation. Estos planes se vieron frustrados y Joseph Levine terminó comprando el proyecto de United Artists para Mike Nichols.
La película fue filmada, en su mayoría, en las islas Ábaco, en las Bahamas. La producción fue extremadamente difícil y Nichols más tarde la describió como el lanzamiento más duro que había hecho hasta la fecha.

## Recepción
La película recibió críticas mixtas cuando se lanzó en 1973. Pauline Kael, la crítico de cine de The New Yorker, sugirió que si el mejor tema que se les había podido ocurrir a Nichols y Henry era los delfines, entonces deberían dejar de hacer películas definitivamente.
La película no fue un éxito comercial, a pesar de que fue nominada a dos Premios de la Academia, por Mejor Música Original (Georges Delerue) y Mejor Sonido (Richard Portman y Larry Jost). Levine afirmó que la película había garantizado la preventa de US$ 8 450 000 para cubrir los costos, incluyendo una venta a NBC, que había expresado su interés en convertir la historia en una serie de televisión.
El delfín Alfa fue nombrado mejor actor animal en los 24º Patsy Awards.
Levine también admitió que la película no fue un éxito:

«El material sin editar se veía genial. Pero simplemente no se conectó de manera alguna. ¡Realmente creo que Mike (Nichols) era el hombre equivocado para dirigirla! Y George C. Scott... Le pagaron 750 000 dólares por aquella película - y pasó por encima de lo programado. Los tres primeros días de rodaje, él se reportó con un "virus"».

## Diferencias con la novela y otras fuentes de inspiración
La novela de Merle, una sátira de la Guerra Fría, es supuestamente la base de esta película, pero la trama de la cinta era sustancialmente diferente del libro. La película está inspirada en parte en la vida del científico, médico, biofísico, neurocientífico e inventor John C. Lilly, especializado en el estudio de la conciencia. En 1959, fundó el Communications Research Institute en Santo Tomás, islas Vírgenes, y sirvió como su director hasta 1968. Allí trabajó con delfines, explorando su inteligencia y la comunicación entre estos animales y los humanos.